# Gobionellus oceanicus
Gobionellus oceanicus es una especie de peces de la familia de los Gobiidae en el orden de los Perciformes.

## Morfología
Los machos pueden llegar a alcanzar los 30 cm de longitud total.

## Distribución geográfica
Se encuentra en el Atlántico occidental de clima tropical, incluyendo el Golfo de México e Indias Occidentales. También está presente desde Guinea-Bissau hasta Benín.

## Observaciones
Es inofensivo para los humanos.